# Rubinar

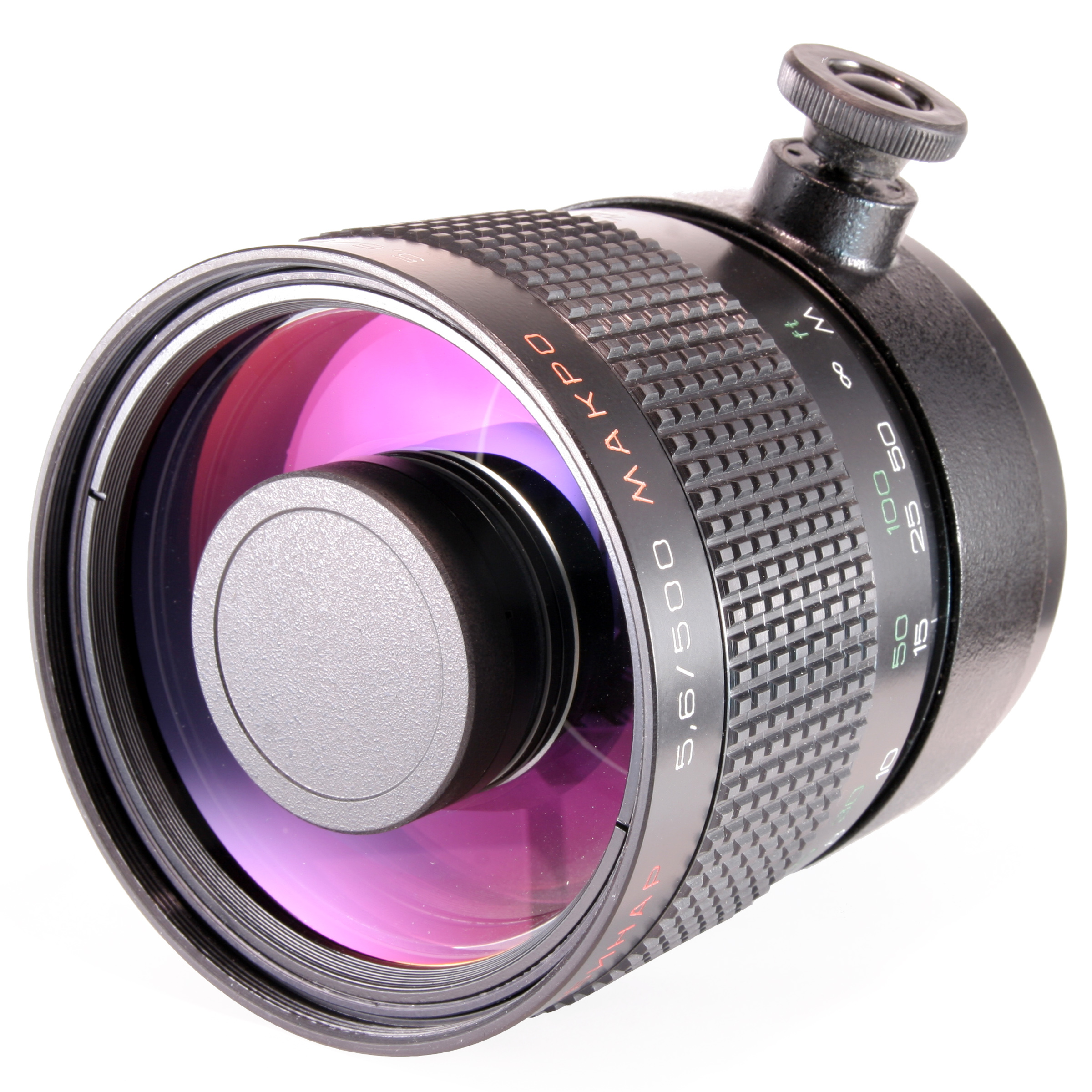
Rubinar 500mm 1:5.6

Rubinar (russisch:Рубинар) ist eine sowjetische Objektivbaureihe im Ultra-Telebereich, die von der Firma "Lytkarino AG für optisches Glas" (LZOS) entwickelt und gebaut wurde. Diese Objektive können noch heute an modernen Kameras genutzt werden, sofern man einen M42-Adapter benutzt. Da jedoch ein Motor zum Fokussieren fehlt, kann nur manuell scharf gestellt werden.

## Versionen
- MC Rubinar – 1:8.0 500 mm
- MC Rubinar – 1:4.5 300 mm
- MC Rubinar – 1:5.6 500 mm
- MC Rubinar – 1:10 1000 mm
- Astro-Rubinar 106/1000 ist ein Mini-Teleskop für Sternbeobachtungen

Das ebenfalls aus Russland stammende MTO11A ist im Gegensatz zum Rubinar ("RuMak" mit gesondertem, auf die Korrektionsplatte geklebtem Sekundärspiegel) ein Gregory-Maksutov-System, bei dem der Sekundärspiegel auf die Innenseite der Korrektorplatte aufgedampft ist. Die Systemdaten 1:10 1000mm sind bei beiden Typen gleich.